# 8102 Yoshikazu
8102 Yoshikazu (1994 AQ2) là một tiểu hành tinh vành đai chính được phát hiện ngày 14 tháng 1 năm 1994 bởi T. Kobayashi ở Oizumi.